# Diagramma a torta

Grafico a torta di William Playfair

Il diagramma a torta (detto anche diagramma circolare) è un tipo di diagramma utilizzato in statistica descrittiva per rappresentazioni grafiche di variabili quantitative misurate su classi di categorie (valori nominali), al fine di evitare di stabilire, anche involontariamente, un ordine che non esiste nelle categorie (cosa che accadrebbe utilizzando un istogramma).
Un diagramma circolare viene costruito dividendo un cerchio in spicchi le cui ampiezze angolari sono proporzionali alle classi di frequenza. Come per l'istogramma, le aree sono proporzionali alle frequenze.
Nel caso di frequenze relative la somma delle aree è 1 (ovvero 100%).